# Mutantska akcija
Mutantska akcija (špa. Acción mutante) je španjolska znanstvenofantastična crna komedija iz 1993. godine koju je režirao Álex de la Iglesia. U svom cjelovečernjem prvijencu De la Iglesia spaja elemente Cyberpunka sa svojim specifičnim smislom za humor.
Između velikih korporacija, mutanata i svemirskih kolonija uklopio je pjesme španjolske pop pjevačice Massiel 
i baskijsku beretku na zapovjednom mostu svemirskog broda koji prevozi račje repove i smrznutu ribu.

## Radnja
U svijetu budućnosti kojim vladaju bogati i lijepi, teroristička skupina "Mutantska akcija" sije strah i teror u zemlji.
Skupina je sastavljena od deformiranih i invalidnih pojedinaca. Nakon napada na ustanove javnog zdravstva, 
aerobik klub i banku sperme mozak "Akcije" Ramon Yarritu planira oteti kćerku bogatog industrijalca Oruja na sam dan njenog vjenčanja.
Otmica se pretvara u krvoproliće i policija opkoljava svadbenu salu. Otmičari uspijevaju pobjeći s Patricijom Orujo i
uputiti se svemirskim brodom na planet Axturias gdje se treba izvršiti primopredaja otkupnine.

## Glumci
- Antonio Resines (Ramón Yarritu)
- Álex Angulo (Álex Abadie)
- Frédérique Feder (Patricia Orujo)
- Juan Viadas (Juan Abadie)
- Karra Elejalde (José Óscar Tellería 'Manitas')
- Saturnino García (César Ravestein 'Quimicefa')
- Fernando Guillén (José María Orujo)
- Ion Gabella ('Chepa')
- Enrique San Francisco (Luis María de Ostolaza)
- Féodor Atkine (Kaufmann)
- Alfonso Martínez (M.A.)
- Santiago Segura (Ezequiel)

## Reakcije

### Nagrade i nominacije
Film je osvojio nagrade Goya za najbolje specijalne efekte, najbolju umjetničku produkciju i najbolju šminku i frizuru.

## Vanjske poveznice
- Mutantska akcija u internetskoj bazi filmova IMDb-a
- Rottentomatoes.com
- Allmovie.com